# Avant la noce
Avant la noce (en russe : Перед свадьбой) est une nouvelle d’Anton Tchekhov, parue en 1880. 
La nouvelle raconte les désillusions annoncées du mariage à une jeune fille.

## Historique
Avant la noce est publiée dans la revue russe La Libellule, no 41, du 12 octobre 1880, sous le pseudonyme Antocha Tchekhonte.   

## Résumé
On célèbre aujourd’hui les fiançailles de Mademoiselle Podzatylkine, une personne fade et sans intelligence, et de Monsieur Nazariev, un petit fonctionnaire arrogant dont le traitement ne paie que sa consommation de tabac.
Le lendemain, la mère de la fiancée appelle sa fille pour la recadrer. Elle lui décrit les malheurs qui l’attendent après ce mariage : « n’obéis pas trop à ton mari, ne le respecte pas outre mesure et demande toujours conseil à ta mère ». Puis c’est son père qui l’appelle. Il est heureux de ce mariage, mais il explique à sa fille que son fiancé est là pour la dot, pas autre chose. Il lui conseille, quand cela ira mal avec son mari, de venir le voir, lui.
Nazariev arrive. Il explique à sa fiancée qu’il a mal dormi. Il a pensé à elle, mais surtout, il lui dit qu’il va falloir qu’il mette ses beaux-parents au pas : ils lui ont promis mille cinq cents rouble de dot, il n’y en aura que mille. En attendant, il dit à sa fiancée : « Allez me chercher du tabac, j'ai oublié le mien ».

## Extraits
- Le narrateur, en décrivant Mlle Podzatylkine : « La demoiselle Podzatylkine n’est remarquable que par le fait de n’avoir rien de remarquable. Son intelligence, personne ne l’a vue, personne ne la connaît ».

- Le père à la fille : « Pourquoi ton mari t’aimera-t-il ? Pour ton caractère ? Pour ta bonté ? Pour la beauté des sentiments ? Non ! Il t’aimera pour ta dot ».

## Personnages
- Mademoiselle Podzatylkine, la fiancée
- Nazariev, le fiancé

## Édition française
- Avant la noce, traduit par Madeleine Durand avec la collaboration d’E. Lotar, Vladimir Pozner et André Radiguet, dans le volume Premières nouvelles, Paris, 10/18, coll. « Domaine étranger » no 3719, 2004  (ISBN 2-264-03973-6)